# Conti di Verdun
Questa pagina presenta l'elenco dei Conti di Verdun.
- ? - 923: Ricuino, sposò in seconde nozze Cunegonda di Francia;
- 923 - 944: Ottone di Lotaringia, figlio del precedente e di madre sconosciuta;
- 944 - 960: Raul, conte di Yvois;
- 963 - 998/1002: Goffredo I, sposò Matilde di Sassonia.

Nel 990 l'imperatore dei Romani Ottone III nominò principe sovrano il vescovo di Verdun, conferendogli il potere temporale sulla città e il diritto di nominare i conti. 

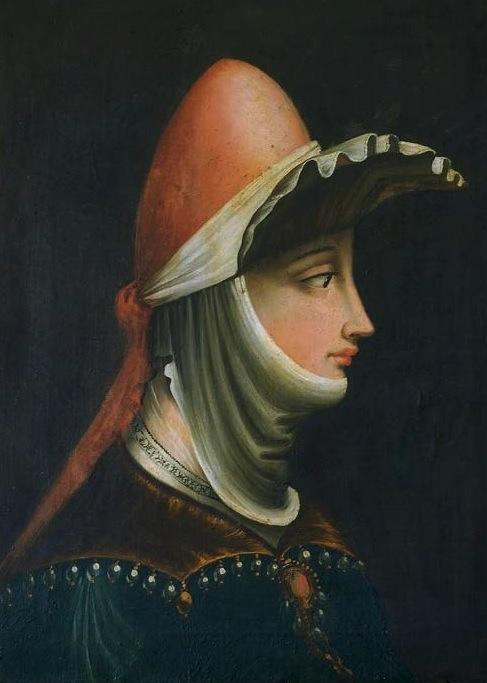
Matilde di Canossa

- 998/1002 - 1020: Federico, figlio del precedente;
- 1022 - 1024: Ermanno, fratello del precedente;
- 1024 - 1025: Luigi I, figlio di Ottone I di Chiny;
- 1025 - 1069: Goffredo il Barbuto, figlio di Gothelo I di Lorena;
- 1069 - 1076: Goffredo il Gobbo, figlio del precedente e di Doda;
- 1076 - 1086: Matilde di Canossa, vedova del precedente;
- 1086 - 1095: Goffredo di Buglione, figlio di Eustachio II di Boulogne;
- 1093 - 1105: Teodorico II di Bar, figlio di Luigi di Montbelliard;
- 1105 - 1134: Rinaldo I di Bar, figlio del precedente.

Nel 1134, il vescovo Albéron de Chiny depone Rinaldo e annette la contea di Verdun al dominio vescovile.